# Homoneura harti
Homoneura harti är en tvåvingeart som först beskrevs av Malloch 1914.  Homoneura harti ingår i släktet Homoneura och familjen lövflugor. Inga underarter finns listade i Catalogue of Life.